# كولن سميث (مجدف)
كولن سميث (بالإنجليزية: Colin Smith)‏ هو مجدف بريطاني، ولد في 23 سبتمبر 1983 في هراري في زيمبابوي.

## وصلات خارجية
- كولن سميث على موقع الاتحاد الدولي للتجديف (الإنجليزية)
- كولن سميث على موقع اللجنة الأولمبية الدولية (الإنجليزية)
- كولن سميث على موقع أوليمبيديا (الإنجليزية)
- كولن سميث على موقع اللجنة الأولمبية البريطانية (الإنجليزية)